# فرانك سيدجمان
فرانك سيدجمان (بالإنجليزية: Frank Sedgman)‏ مواليد 29 أكتوبر 1927 في فيكتوريا، أستراليا، هو لاعب كرة مضرب أسترالي سابق بدأ مسيرته كمحترف سنة 1953 وكان يلعب باليد اليمنى، اعتزل اللعب في 1976. كما أنه أحد أبطال الجراند سلام. أعلى تصنيف له في الفردي كان المركز الـ 1 في سنة 1951.

## بطولات حققها
- بطولة ويمبلدون

## النهائيات

### دورات الجراند سلام

#### الفردي: 8 (الألقاب 5, الوصافة 3)
| الحصيلة | السنة | البطولة                       | المنافس في النهائي | النتيجة في النهائي   |
| ------- | ----- | ----------------------------- | ------------------ | -------------------- |
| الفوز   | 1949  | بطولة أستراليا المفتوحة للتنس | جون بروميتش        | 6–3, 6–2, 6–2        |
| الفوز   | 1950  | البطولة الأسترالية            | كين ماكغريغور      | 6–3, 6–4, 4–6, 6–1   |
| الوصافة | 1950  | بطولة ويمبلدون                | بادج باتي          | 1–6, 10–8, 2–6, 3–6  |
| الفوز   | 1951  | البطولة الأمريكية             | فيك سيكساس         | 6–4, 6–1, 6–1        |
| الوصافة | 1952  | البطولة الأسترالية            | كين ماكغريغور      | 5–7, 10–12, 6–2, 2–6 |
| الوصافة | 1952  | البطولة الفرنسية              | ياروسلاف دروبني    | 2–6, 0–6, 6–3, 4–6   |
| الفوز   | 1952  | بطولة ويمبلدون                | ياروسلاف دروبني    | 4–6, 6–2, 6–3, 6–2   |
| الفوز   | 1952  | البطولة الأمريكية             | جاردنار مولوي      | 6–1, 6–2, 6–3        |

## روابط خارجية
- فرانك سيدجمان على موقع رابطة محترفي التنس (الإنجليزية)
- فرانك سيدجمان على موقع الاتحاد الدولي لكرة المضرب (الإنجليزية)
- فرانك سيدجمان على موقع كأس ديفيز (الإنجليزية)
- فرانك سيدجمان على موقع قاعة مشاهير كرة المضرب الدولية (الإنجليزية)
- فرانك سيدجمان على موقع اتحاد التنس الأسترالي (الإنجليزية)
- فرانك سيدجمان على موقع خلاصة التنس.كوم (الإنجليزية)
- فرانك سيدجمان على موقع قاعة أستراليا للمشاهير الرياضية (الإنجليزية)